# Rhammatocerus victori
Rhammatocerus victori is een rechtvleugelig insect uit de familie veldsprinkhanen (Acrididae). De wetenschappelijke naam van deze soort is voor het eerst geldig gepubliceerd in 2003 door Alves Dos Santos & Assis-Pujol.